# Grillowanie

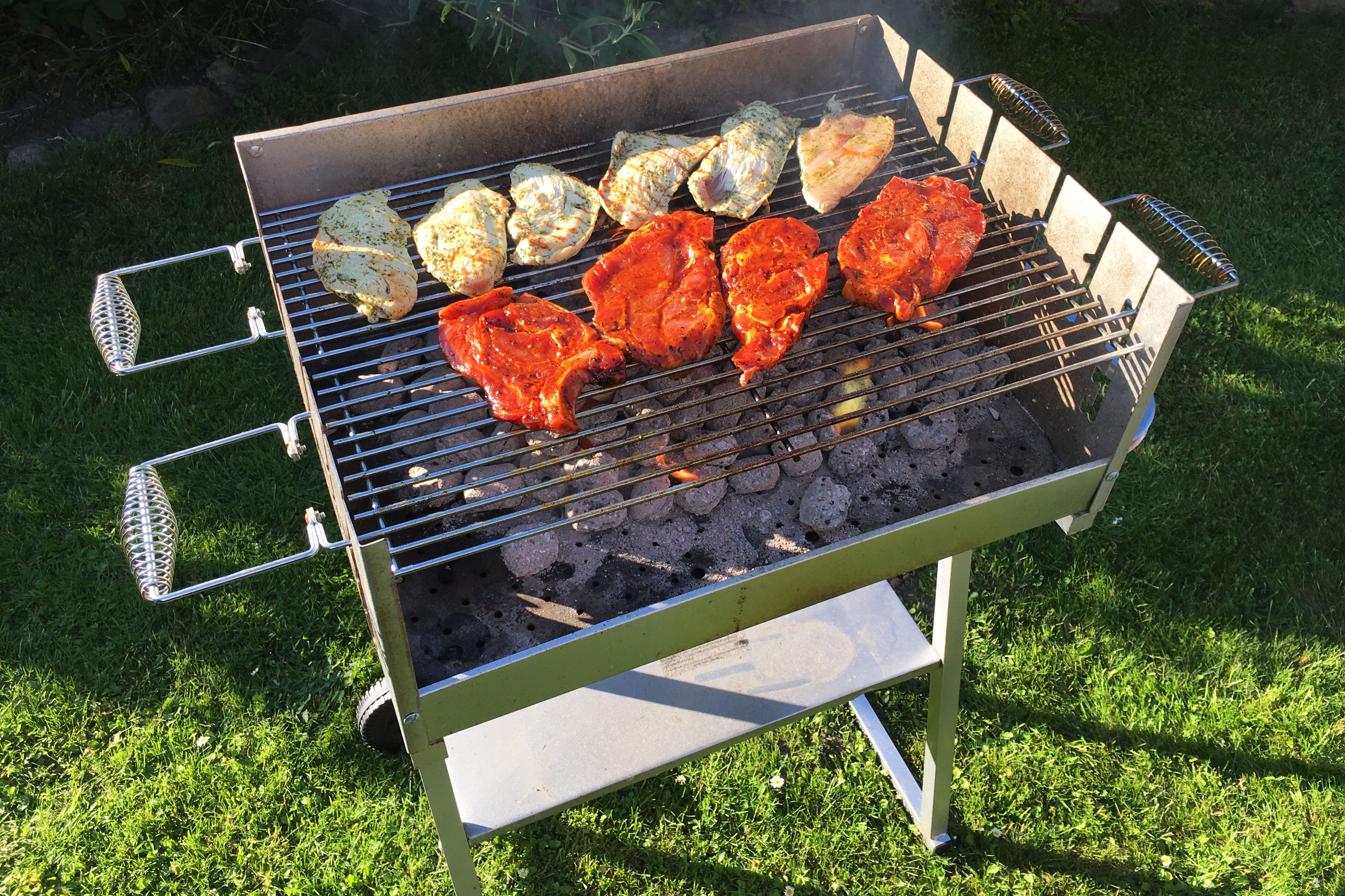
Steki i piersi z kurczaka grillowane na węglu drzewnym

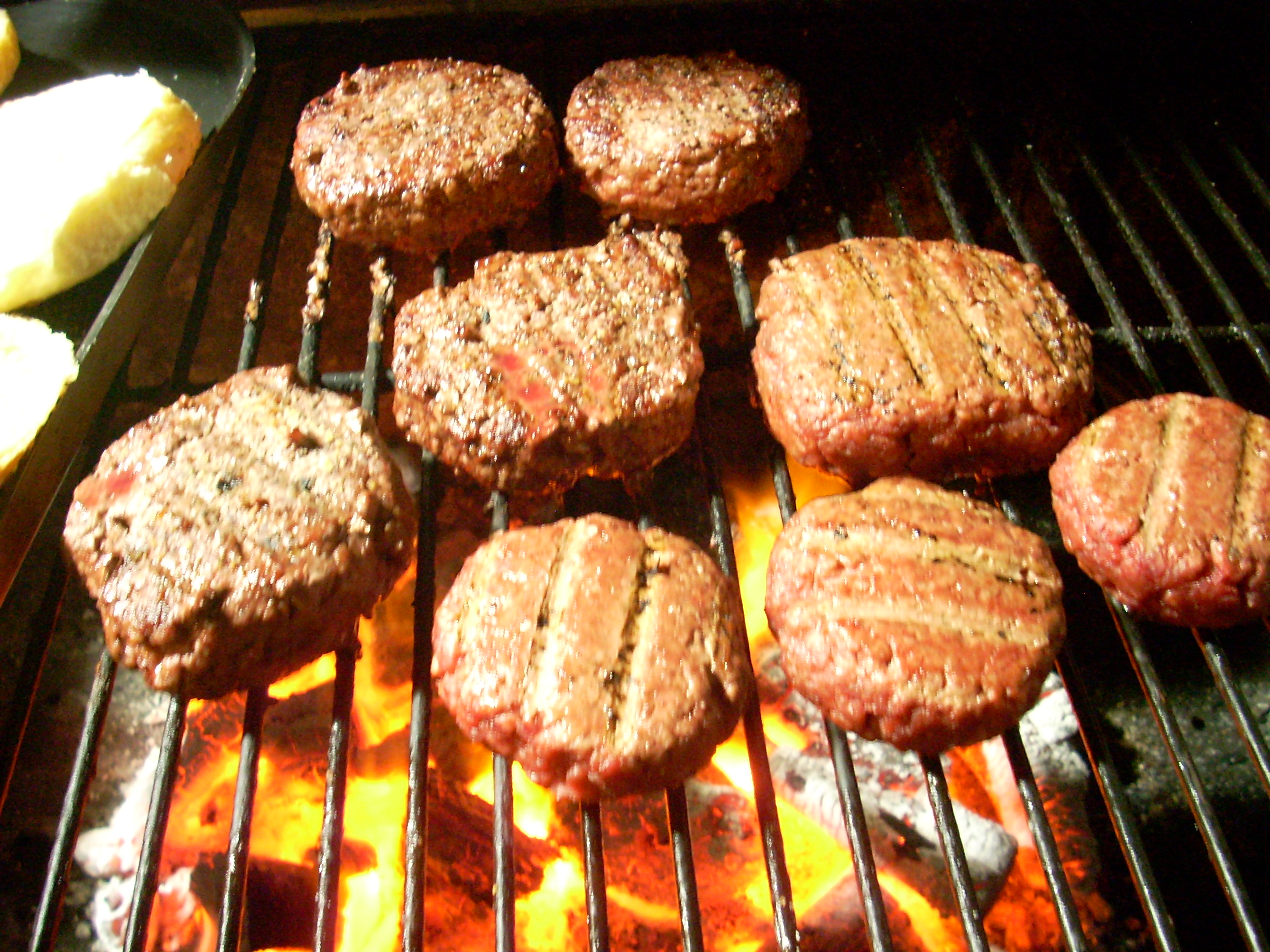
Hamburgery grillowane na węglu drzewnym

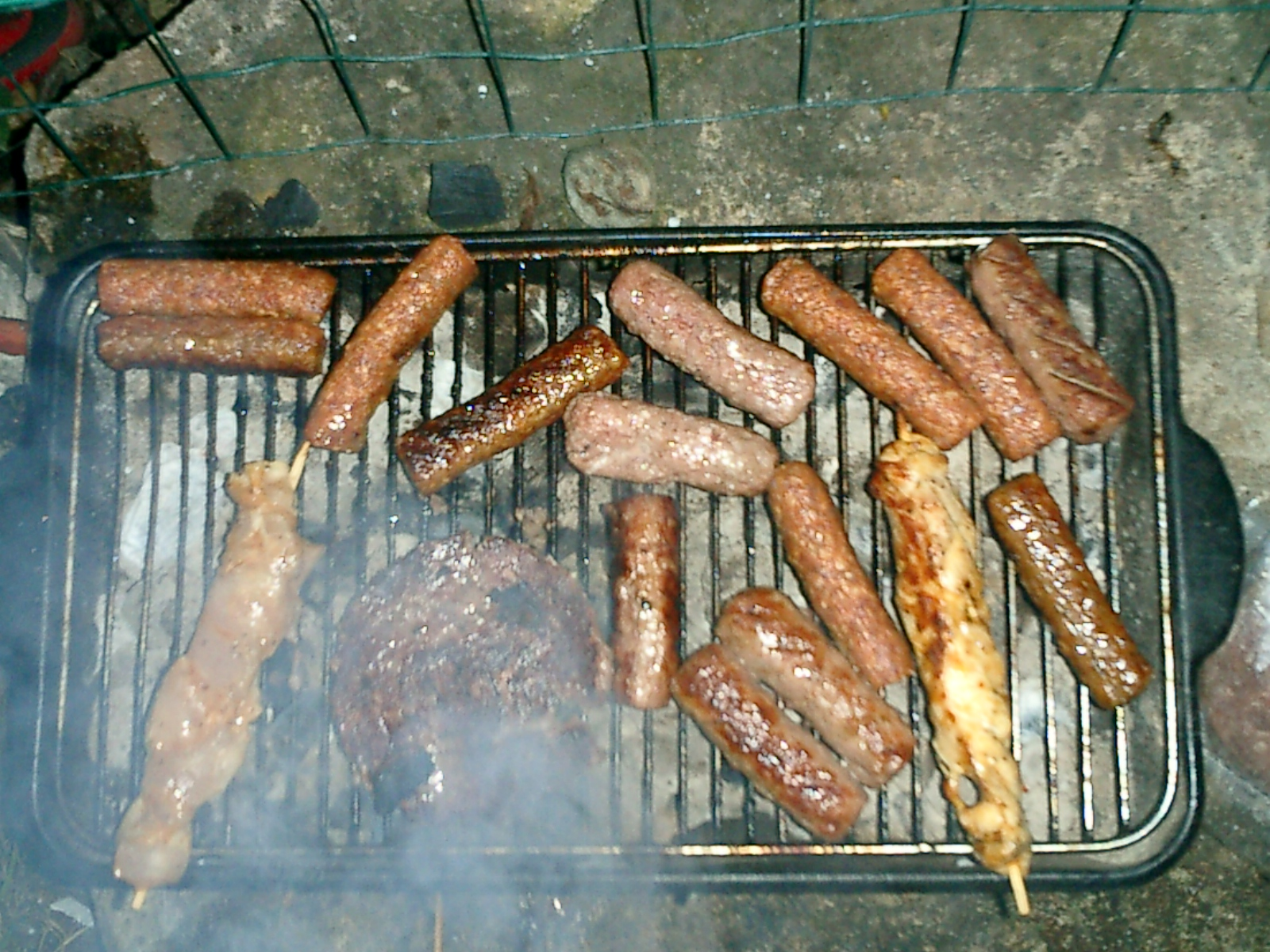
Grillowanie mangali i kebabów

Grillowanie – sposób gotowania, który wiąże się z zastosowaniem ciepła na powierzchnię żywności, najczęściej z góry, dołu lub od boku. Grillowanie najczęściej obejmuje znaczne ilości bezpośredniego promieniowania cieplnego oraz jest zwykle używane do szybkiego gotowania mięsa i warzyw. Jedzenie, które przeznaczone jest do grillowania, jest gotowane na grillu (otwartej siatce drucianej, takiej jak ruszt ze źródłem ciepła znajdującym się u góry lub dołu), używając do tego celu patelni żeliwnej bądź grillowej (podobnej do patelni, ale z wypukłymi grzbietami naśladującymi druty otwartego grilla).
Ciepło przenoszone do jedzenia podczas używania grilla jest dostarczane głównie poprzez promieniowanie cieplne. Przenikanie ciepła podczas korzystania z patelni grillowej lub rusztu odbywa się poprzez przewodzenie bezpośrednie. W Stanach Zjednoczonych, kiedy źródło ciepła służące do grillowania umieszczone jest u góry, grillowanie nazywane jest opiekaniem. W tym wypadku patelnia, na której znajduje się jedzenie, jest nazywana tacą do opiekania na bezpośrednim ogniu, a ciepło jest przenoszone poprzez promieniowanie cieplne.
Bezpośrednie grillowanie może wystawić jedzenie na działanie temperatur często przekraczających 260 °C (500 °F). Grillowane mięso uzyskuje aromat oraz smak pieczeni z procesu chemicznego nazywanego reakcją Maillarda, która następuje jedynie wtedy, gdy jedzenie osiąga temperaturę powyżej 155 °C (310 °F).
Nie każde jedzenie nadaje się do grillowania. Grillowanie jest nieodpowiednią metodą przygotowywania wielkich, twardych kawałków mięsa, gdyż ta szybka technika nie pozwala na powolne gotowanie i zmiękczanie mięsa. Podczas stosowania metody grillowania jedzenie jest zazwyczaj umieszczone na żaroodpornym ruszcie. Pozwala to na odprowadzenie tłuszczu, nadmiaru olejów i soków.
Badania wykazały, że grillowanie wołowiny, wieprzowiny, podrobów i ryb w wysokich temperaturach może prowadzić do formowania się heterocyklicznych amin aromatycznych, benzopirenów i wielopierścieniowych węglowodorów aromatycznych, które są rakotwórcze. Marynowanie może zmniejszyć ryzyko powstawania tych związków. Grillowanie jest często przedstawiane jako zdrowa alternatywa gotowania przy użyciu olejów, jednak utracone podczas grillowania tłuszcze i soki mogą przyczyniać się do wysuszania jedzenia.

## Odmiany regionalne

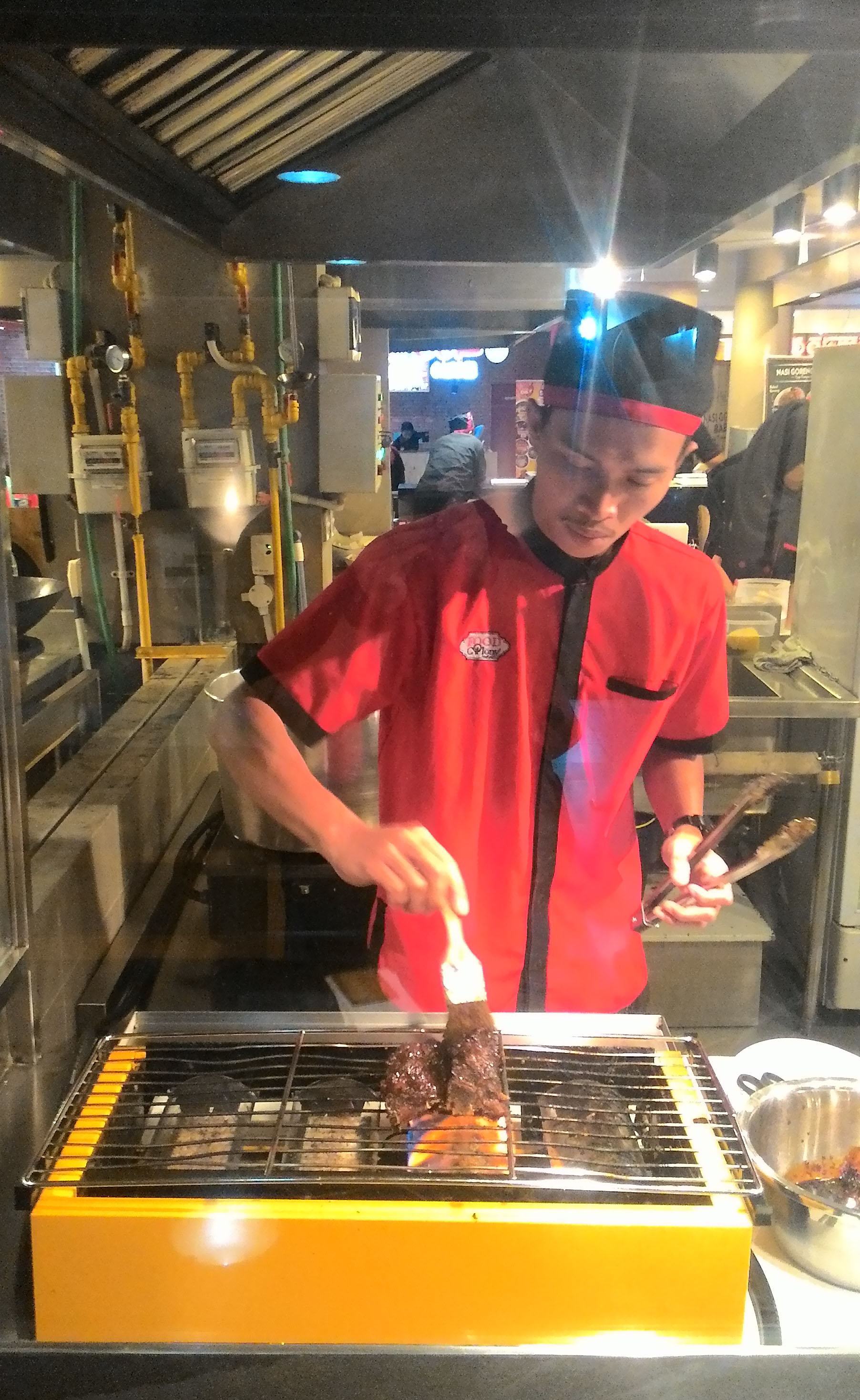
Grillowanie konro bakar, ostrych żeberek wołowych

### Azja

#### Japonia

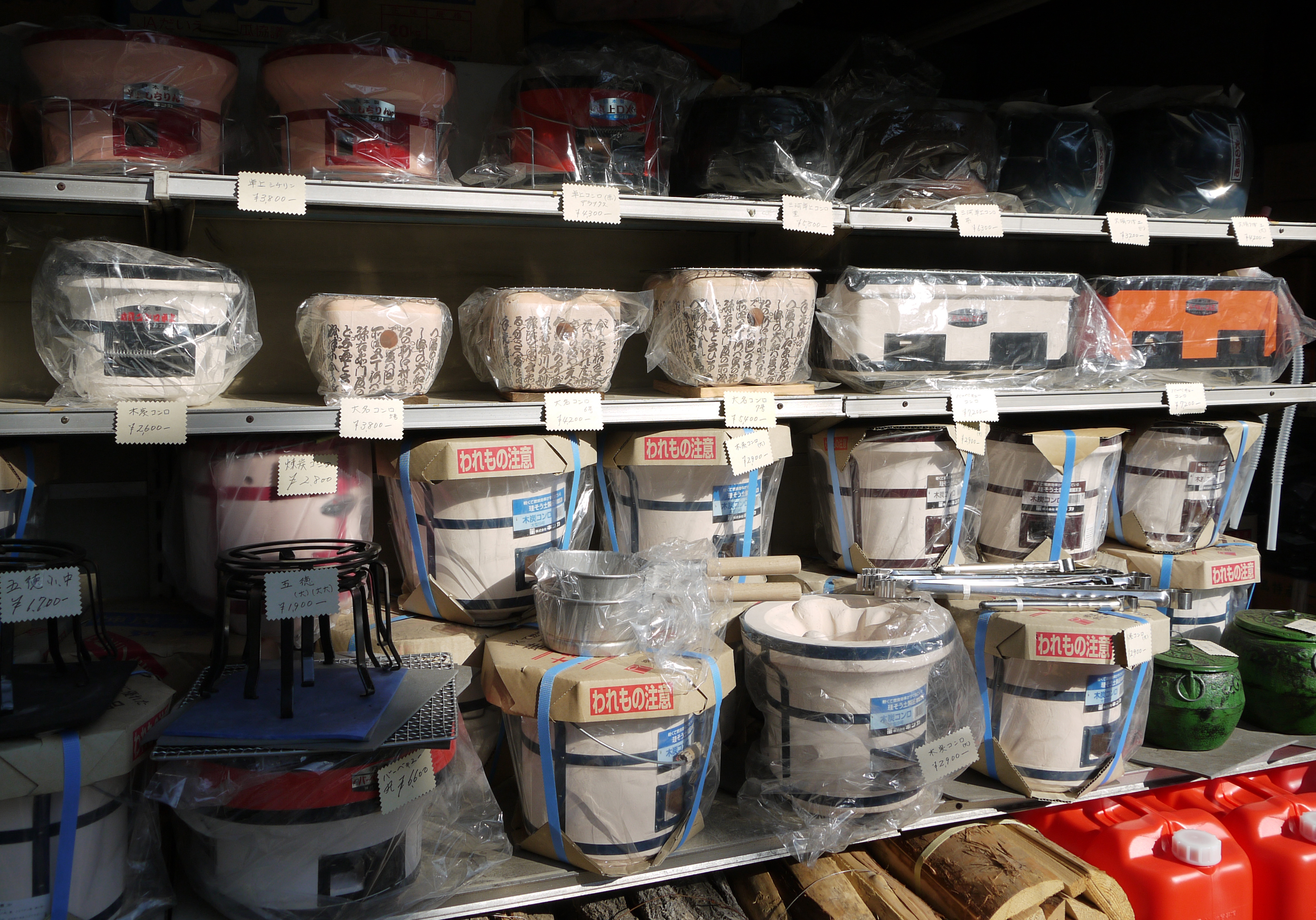
„Shichirin”, tradycyjny japoński przenośny grill węglowy

W japońskich miastach można znaleźć yakitori, restauracje lub sklepy. Owe zawierają grille opalane węglem drzewnym i marynowane mięso z grilla na patyku. Yakiniku jest rodzajem jedzenia, w którym mięso i warzywa są grillowane bezpośrednio na małych grillach węglowych lub gazowych w wysokich temperaturach. Ten styl gotowania stał się popularny w całej Azji.

#### Korea
W kuchni koreańskiej gui jest grillowanym posiłkiem. Przykłady koreańskiego barbecue obejmują bulgogi (cienko pokrojona lub rozdrobniona wołowina marynowana w sosie sojowym, oleju sezamowym, czosnku, cukrze, zielonych cebulach i pieprzu czarnym), galbi (żeberka wieprzowe lub wołowe), dak-galbi (ostry marynowany kurczak) i samgyeopsal (boczek wieprzowy). Inne przykłady grillowanych potraw obejmują gopchang-gui (jelita cienkie), tteok-galbi (grillowane paszteciki z żeberek) i makchang-gui (żołądek wołowy).

#### Filipiny
W Filipinach inihaw wieprzowy lub z kurczaka (w smaku podobny do yakitori), inasal, isaw i satay są sprzedawane powszechnie jako jedzenie uliczne lub w specjalistycznych restauracjach.

#### Malezja, Singapur, Indonezja i Tajlandia
W Malezji, Singapurze, Indonezji i Tajlandii najpopularniejszym artykułem spożywczym oferowanym przez sprzedawców jest satay, czyli mięso marynowane na bambusowym szaszłyku, grillowane na węglu drzewnym i podawane z sosem z orzeszków ziemnych (sate).

### Europa

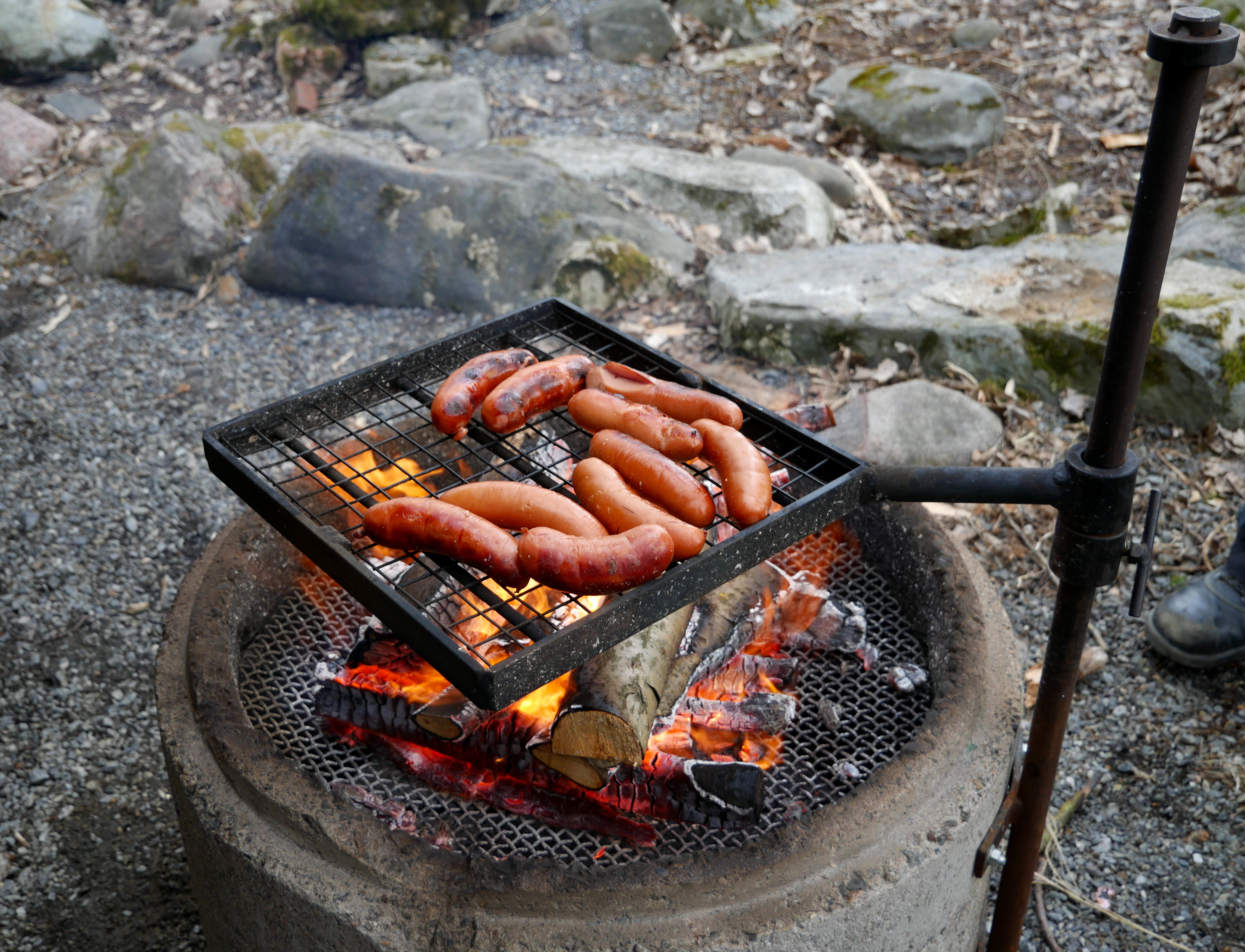
Grillowanie parówek w Finlandii

#### Niemcy

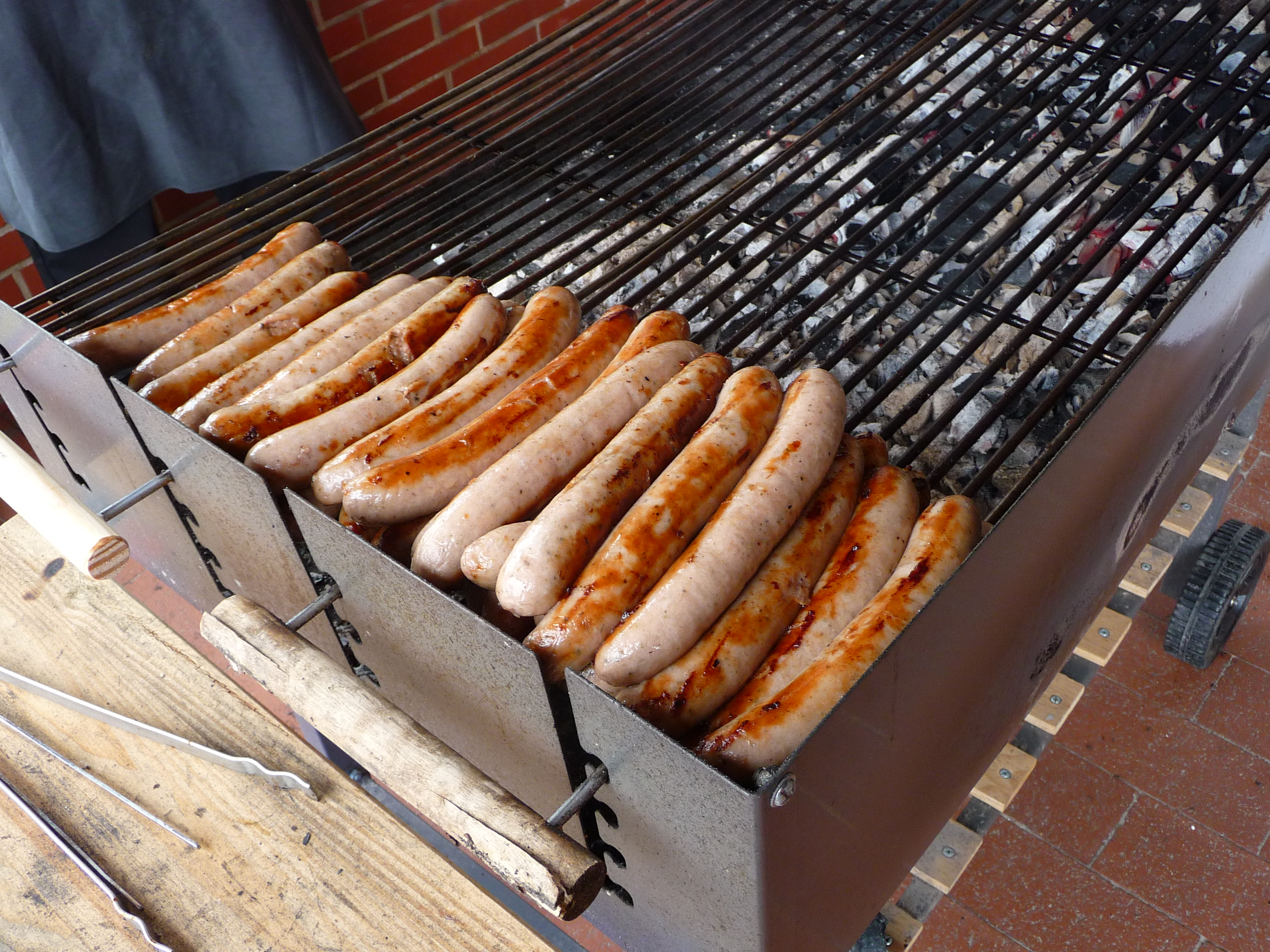
Grillowany bratwurst

W Niemczech najbardziej znaną formą grillowania na świeżym powietrzu jest używanie rusztu nad rozżarzonym węglem drzewnym. Zachowuje się przy tym ostrożność, aby węgiel nie wytwarzał płomieni. Często kiełbasy lub mięso skrapla się piwem oraz używa się go do tłumienia płomieni. Mięso jest zazwyczaj marynowane przed grillowaniem. Oprócz węgla drzewnego czasami używa się gazu i elektrycznych źródeł ciepła. Inne metody są używane o wiele rzadziej.

#### Szwecja
W Szwecji najpowszechniejszą metodą grillowania jest grillowanie bezpośrednio na rozżarzonych węglach. Najczęściej stosowane mięso to karkówka i polędwica wieprzowa lub kotlety wieprzowe. Równie częste jest grillowanie mięsa i warzyw razem na szpikulcu nazywanym „grillspett”.

#### Wielka Brytania i Irlandia
W Wielkiej Brytanii, krajach Wspólnoty Narodów i Irlandii grillowanie głównie odnosi się do gotowania jedzenia bezpośrednio pod źródłem bezpośredniego, suchego ciepła. „Grill” jest najczęściej oddzielną częścią piekarnika, do której wkłada się jedzenie tuż pod elementem grzewczym. Praktyka ta jest w Ameryce Północnej nazywana „opiekaniem”.
W piekarnikach elektrycznych grillowanie może zostać przeprowadzone poprzez umieszczenie potrawy w pobliżu górnego elementu grzejnego, przy wyłączonym dolnym elemencie grzejnym oraz częściowo otwartych drzwiczkach piekarnika. Grillowanie w piekarniku elektrycznym może wytworzyć duże ilości dymu oraz spowodować rozpryski w piekarniku. Zarówno piekarniki gazowe, jak i elektryczne mają często oddzielną komorę do grillowania, taką jak szuflada poniżej płomienia lub jeden z elementów grzejnych kuchenki.

### Ameryka Północna i Południowa

#### Argentyna i Urugwaj
W Argentynie i Urugwaju zarówno asado (wołowina pieczona na ogniu) i stek à la parrilla (stek wołowy gotowany na tradycyjnym grillu) są potrawami podstawowymi, a nawet zostały okrzyknięte specjałami narodowymi.

#### Kanada
W Kanadzie najczęściej używanym terminem jest barbecue, jednak termin grillowanie jest również stosowany. Większość Kanadyjczyków używa grillów gazowych lub węglowych, z niewielkim rynkiem grillów elektrycznych. Barbecue w Kanadzie jest praktykowane przez cały rok, chociaż wiele osób decyduje się na grillowanie tylko w cieplejszych miesiącach, a zimą przechowują swoje grille w domach. Restauracje serwujące produkty z grilla są powszechne oraz wiele sklepów oferuje grille i akcesoria do grillowania.

#### Meksyk

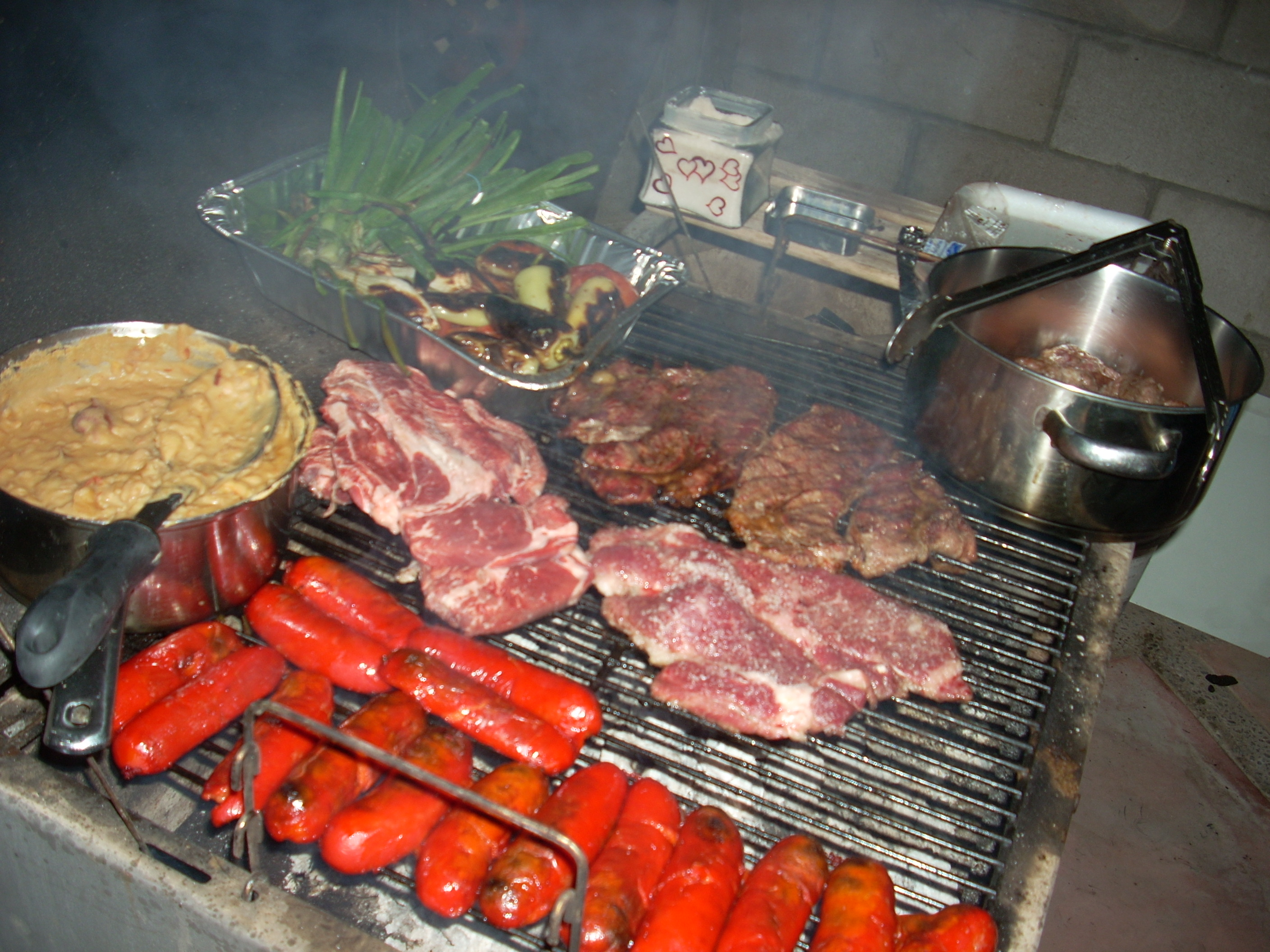
Meksykańska carne asada. Chorizo także są grillowane

W Północnym Meksyku carne asada (hiszpańskie słowo oznaczające „grillowane mięso”) jest podstawowym posiłkiem. Popularne kawałki mięsa to przede wszystkim łata wołowa, stek wołowy i żeberka, a także chorizo i kurczak. Do grillowania używane są drewno z drzewa mesquite, węgiel drzewny oraz drewno opałowe.

#### Stany Zjednoczone
W Stanach Zjednoczonych używanie słowa grill odnosi się do gotowania jedzenia bezpośrednio nad źródłem suchego ciepła, zwykle z jedzeniem umieszczonym na metalowym ruszcie, które pozostawia „ślady grillowania”. Grillowanie zwykle odbywa się na świeżym powietrzu na grillach węglowych lub gazowych; najnowszym trendem jest pojęcie grillowania przy użyciu grilla na podczerwień. Grillowanie może być również wykonywane przy użyciu kuchennych „patelni grillowych”, które posiadają uniesione metalowe grzbiety, na których można umieścić jedzenie lub przy użyciu wewnętrznego grilla elektrycznego.
Drewniane szpikulce do szaszłyków czy rożen mogą być stosowane do grillowania małych kawałków jedzenia. Otrzymana potrawa jest często nazywana „kabob” (termin amerykański) lub „kebab”, co oznacza „grillować” po persku. Kebab jest skrótem od „shish kebab” (shish = drewniany szpikulec).
Wilgotne wióry z drewna mesquite lub hikory mogą być dodane na wierzch węgli w celu utworzenia efektu tlenia się, który zapewnia dodatkowy smak potrawom. Można używać również innego twardego drewna, takiego jak pekan, jabłoń, klon i dąb.

## Zagrożenia zdrowotne
Podobnie jak w przypadku smażenia czy pieczenia w wysokich temperaturach, kiedy mięso jest grillowane w wysokich temperaturach, proces ten może wytworzyć rakotwórcze substancje chemiczne. Uważa się, że są za to odpowiedzialne dwa procesy. Aminy heterocykliczne (HCA) tworzą się wtedy, gdy aminokwasy, cukry i kreatyna reagują w wysokich temperaturach. Wielopierścieniowe węglowodory aromatyczne (WWA) powstają w momencie, gdy tłuszcze oraz soki z mięsa grillowanego bezpośrednio na otwartym ogniu kapią na ogień, powodując płomienie. Te płomienie zawierają WWA, które następnie przywierają do powierzchni mięsa. Unikanie zbyt długiego grillowania lub bezpośredniego wystawienia na otwarte płomienie i gorące metalowe powierzchnie może osłabić proces formowania się HCA i WWA. Wstępne gotowanie mięsa w kuchence mikrofalowej może pomóc poprzez skrócenie długości ekspozycji na wysoką temperaturę niezbędną do dokończenia procesu gotowania.

## Metody

### Grillowanie na żeliwnym ruszcie

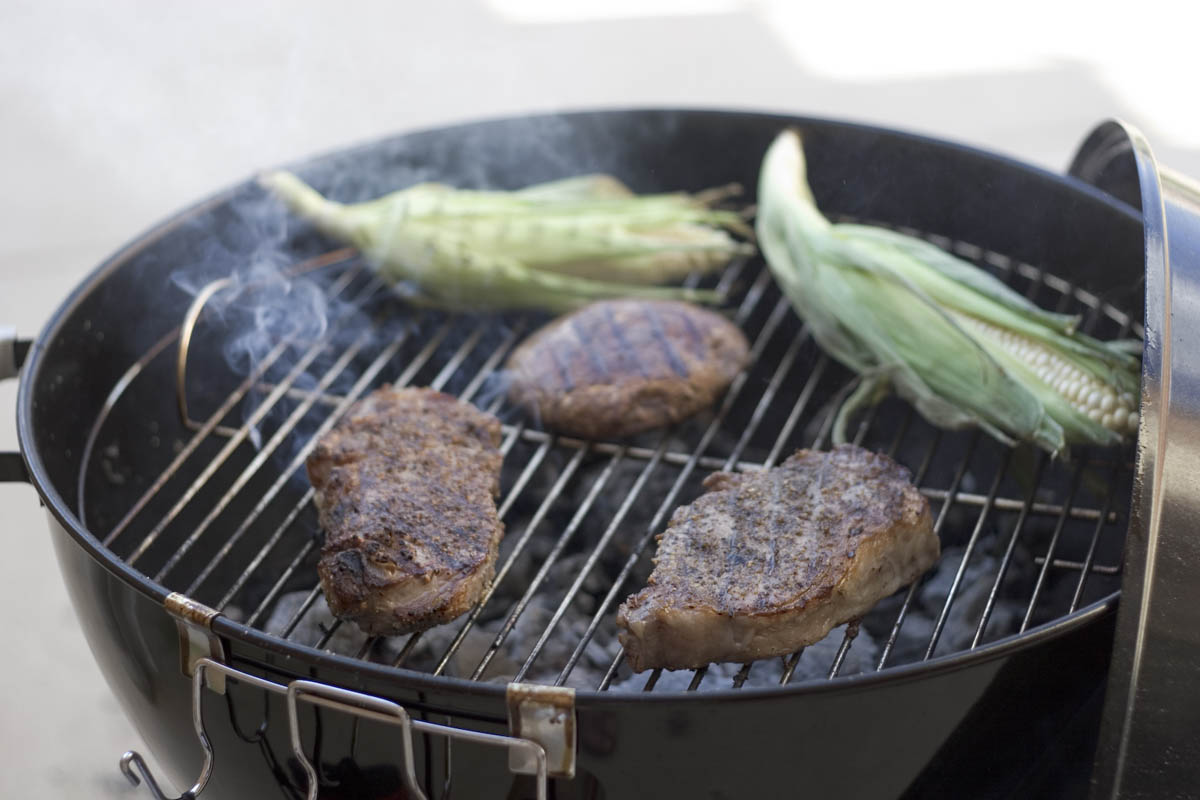
Jedzenie grillowane na grillu węglowym

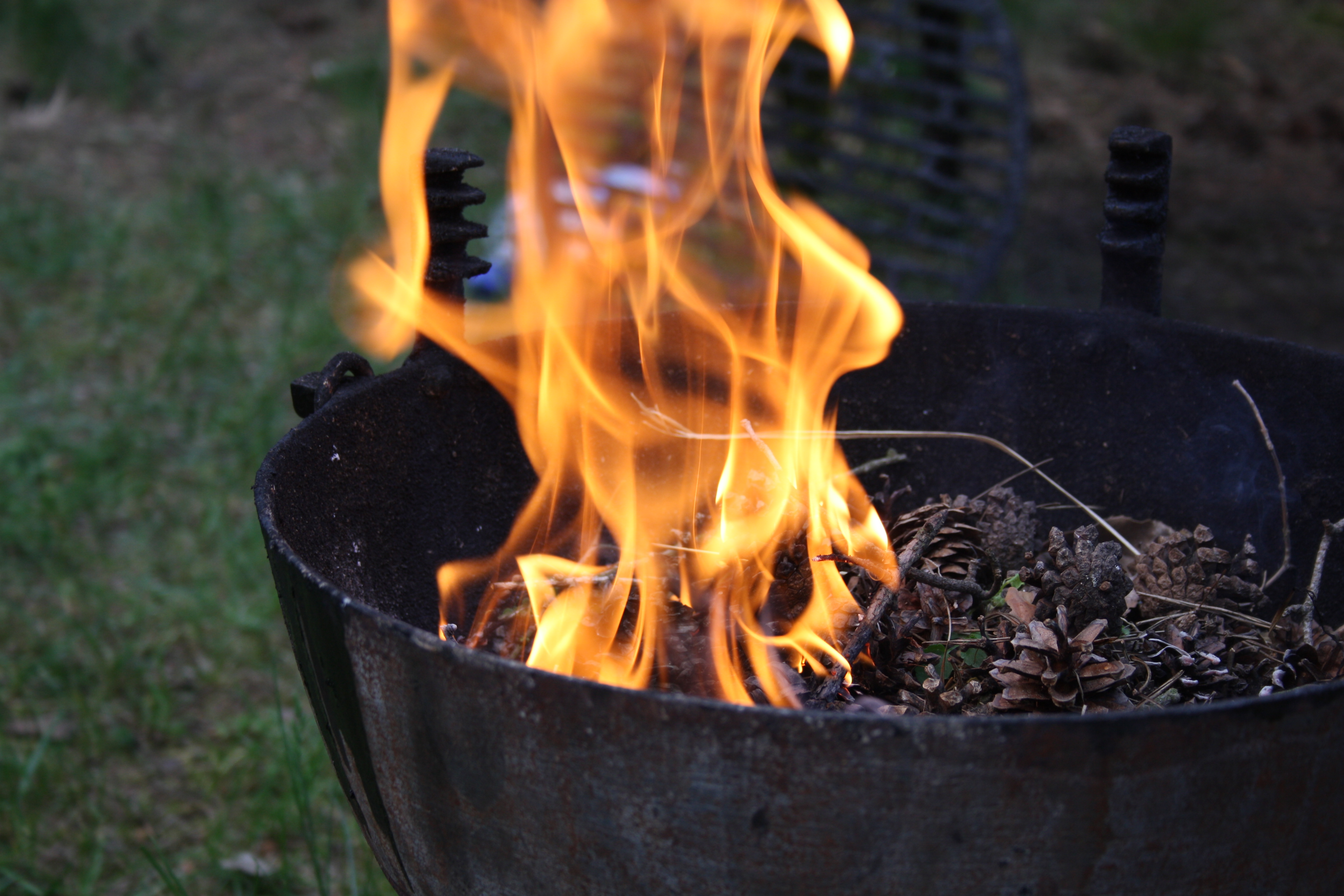
Przygotowanie barbecue

Grillowanie na żeliwnym ruszcie to gotowanie mięsa lub innego jedzenia przy użyciu rusztu zawieszonego nad źródłem ciepła. Jest ono często przeprowadzane na świeżym powietrzu przy użyciu węgla drzewnego (prawdziwe drewno lub przygotowany brykiet), drewna lub gazu propanowego. Jedzenie jest gotowane przy użyciu bezpośredniego promieniowania cieplnego. Niektóre zewnętrzne grille wyposażone są w pokrywę, dzięki czemu mogą być stosowane jako wędzarnie lub do pieczenia na grillu/barbecue. Podwieszany metalowy ruszt jest często nazywany rusztem zamykanym.

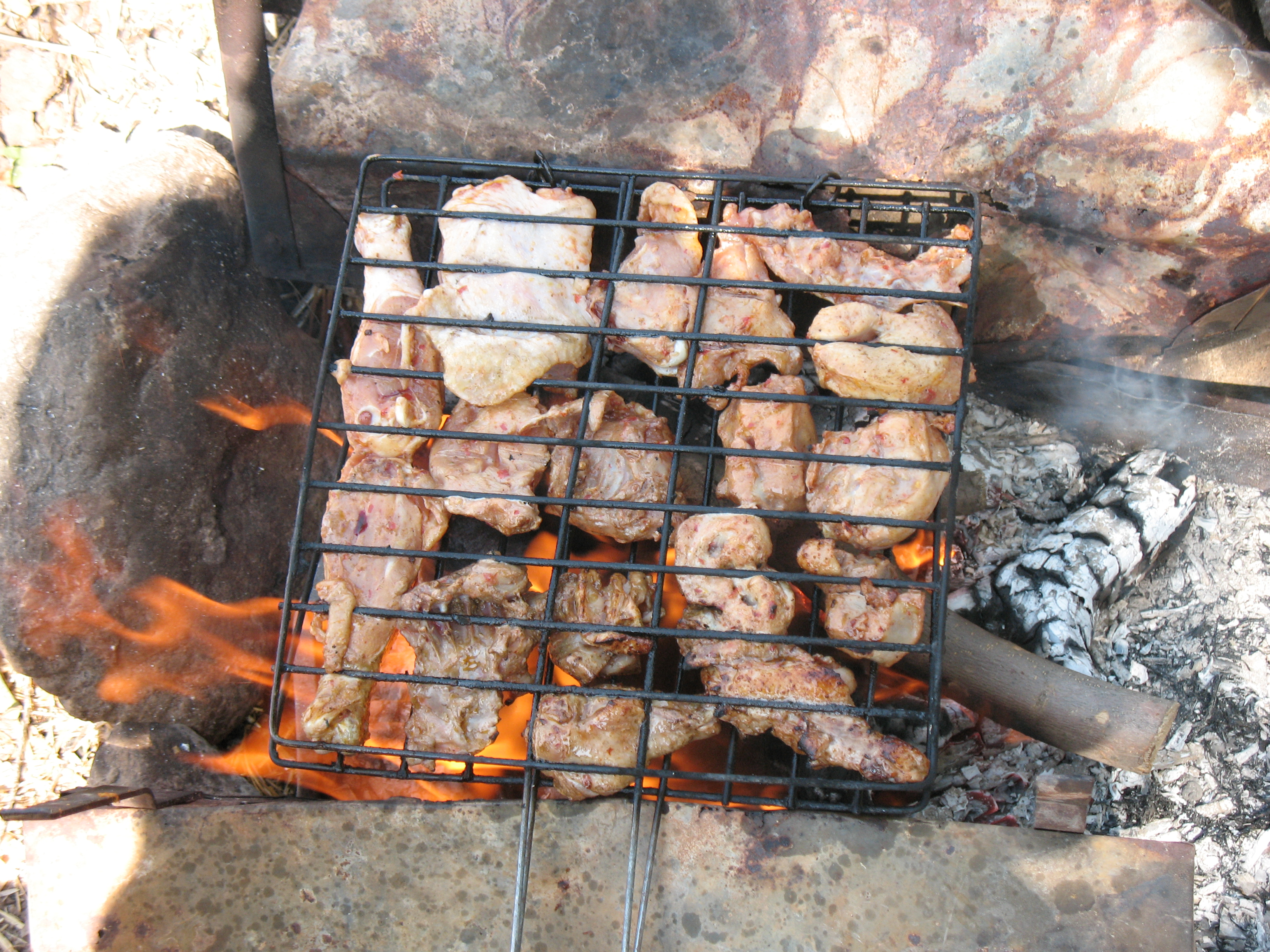
Grillowanie kurczaka na zamkniętym ruszcie

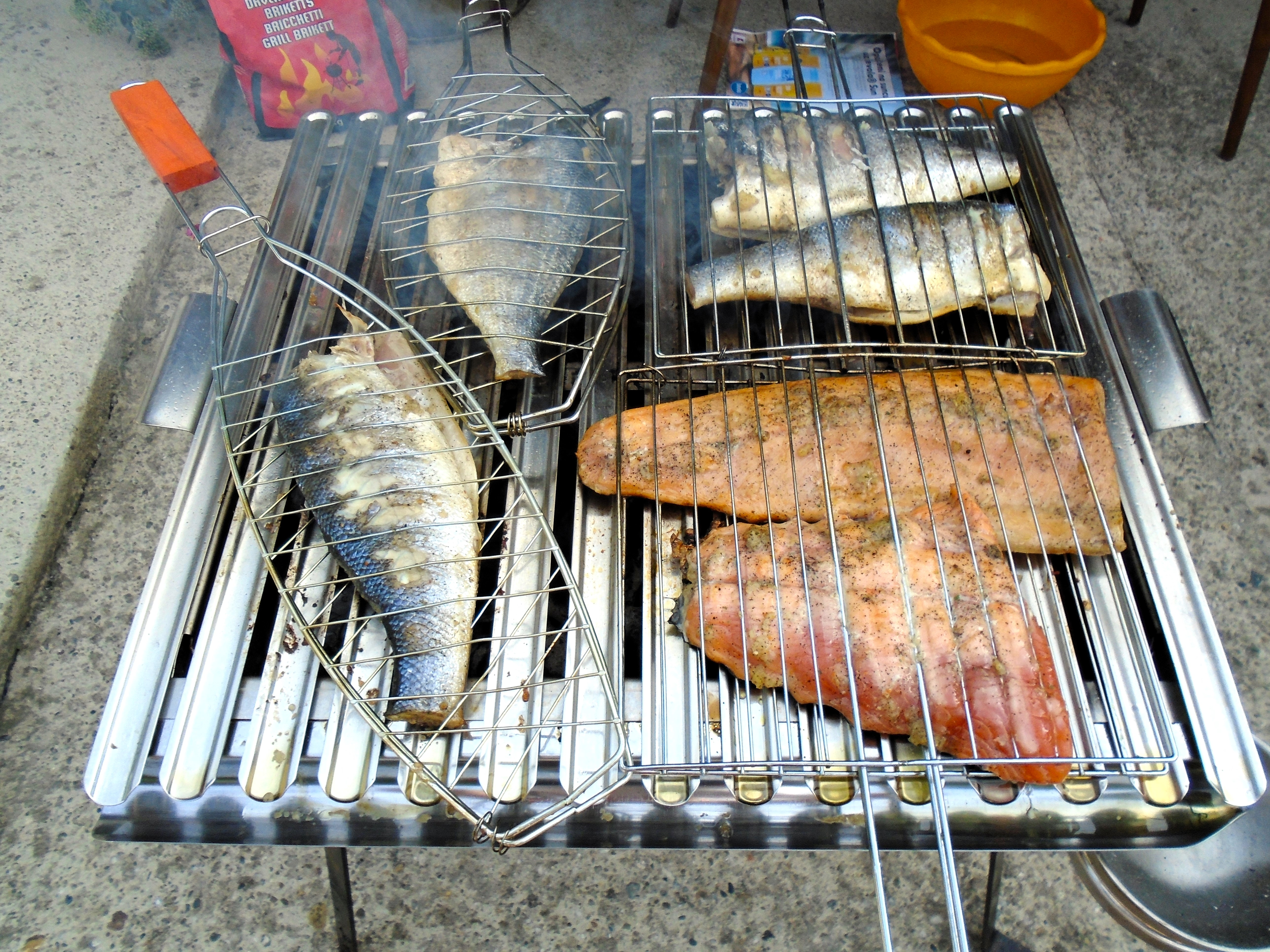
Grillowanie ryby

Grillowanie na świeżym powietrzu w zamkniętym ruszcie może być określane jako „barbecue”, choć w amerykańskim użyciu termin barbecue odnosi się do gotowania mięsa za pomocą pośredniego ciepła i dymu. Barbecue może odnosić się do samego grillowanego jedzenia, do odrębnego rodzaju gotowanego mięsa nazywanego południowym grillem, do urządzenia do grillowania używanego do gotowania jedzenia lub do imprezy towarzyskiej polegającej na gotowaniu i spożywaniu takiego jedzenia, które może być nazywane również cook-out lub braai.

### Grillowanie na węglu drzewnym

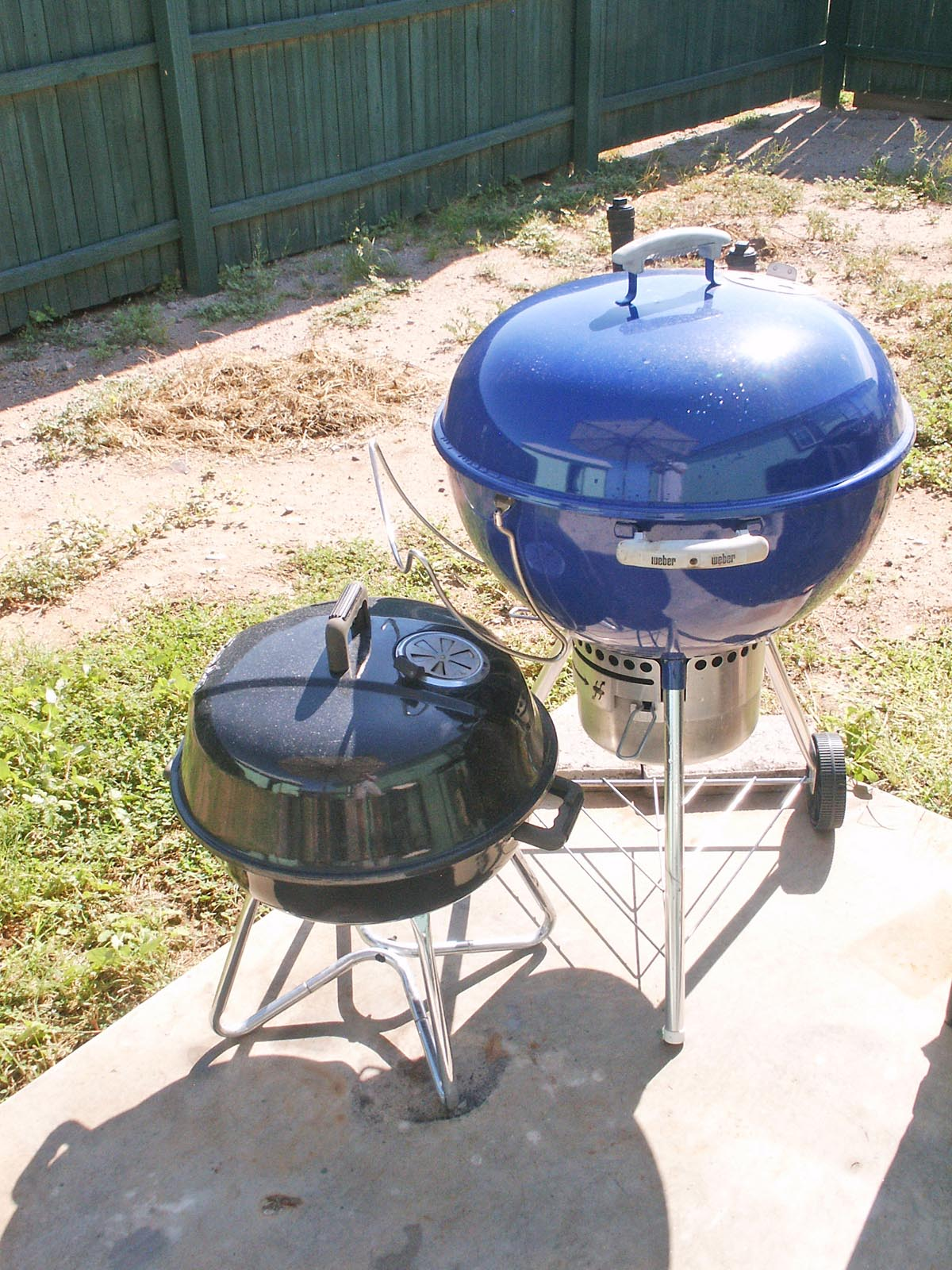
Grille węglowe

Grillowanie na węglu drzewnym odnosi się do procesu grillowania na węglu drzewnym do momentu, w którym krawędzie potrawy są zwęglone lub widoczne są zwęglone ślady grillowania. Niektóre restauracje starają się odtworzyć doświadczenie grillowania na węglu drzewnym poprzez użycie ceramicznych skał lawowych lub źródeł ciepła na podczerwień oferując tak przyrządzone mięsa jako „gotowane na węglu drzewnym” lub „grillowane na węglu drzewnym”.

### Pieczenie na grillu

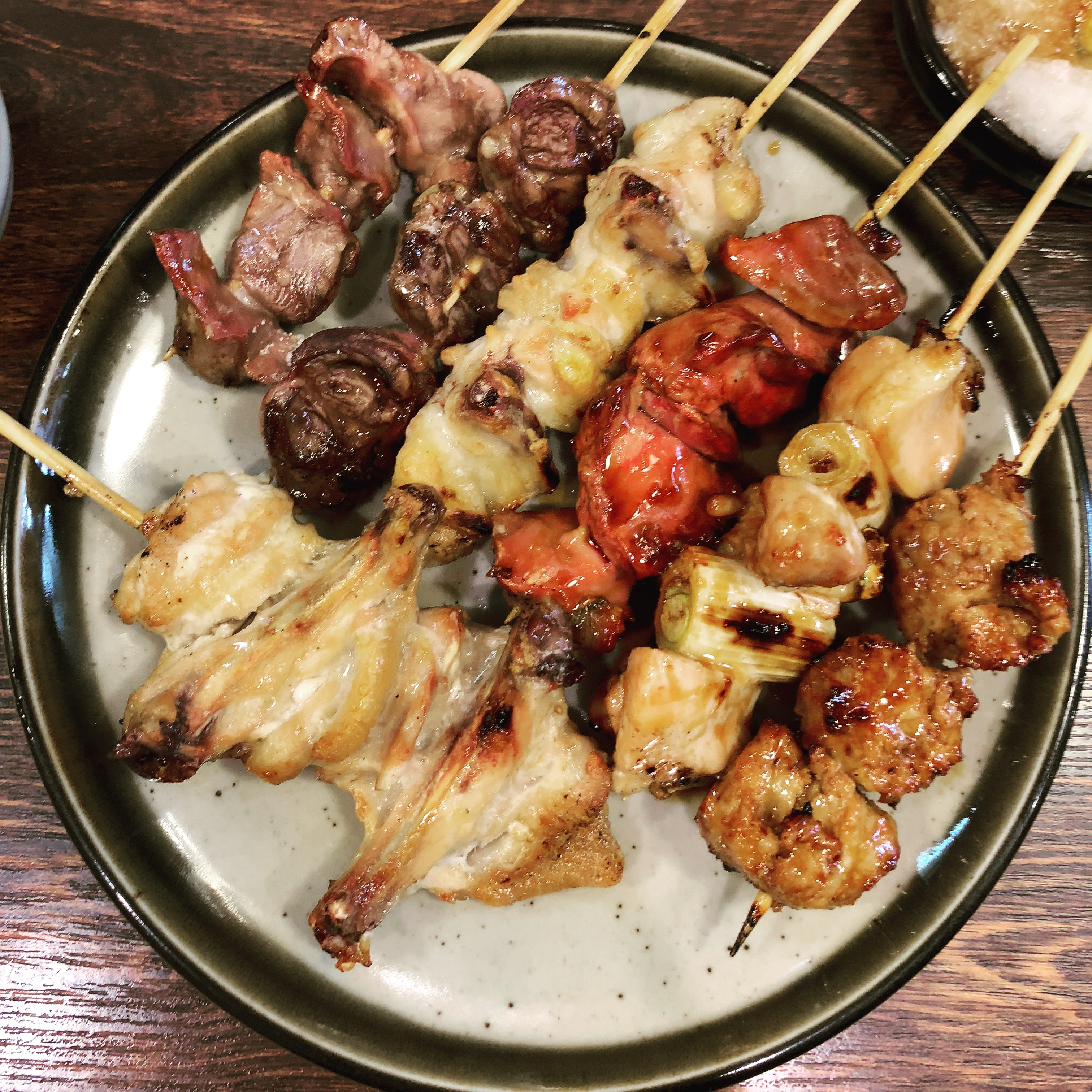
Mięso pieczone na grillu

Dzięki zastosowaniu blachy do pieczenia umieszczonej nad powierzchnią grilla, jak również tacy ociekowej pod powierzchnią, możliwe jest połączenie grillowania i pieczenia w celu przyrządzenia mięs nadziewanych lub panierowanych w bułce tartej, lub cieście, a także pieczenia chleba, a nawet zapiekanek i deserów. Podczas grillowania nadziewanych lub panierowanych mięs, potrawy mogą być najpierw pieczone na blasze, a następnie umieszczane bezpośrednio na powierzchni grilla w celu uzyskania śladów zwęglenia, skutecznie dwukrotnie gotując; taca ociekowa będzie używana do zbierania wszelkich okruchów, które spadną z panierki lub farszu.

### Duszenie na grillu
Możliwe jest duszenie mięs i warzyw w garnku na grillu. Grill gazowy lub elektryczny będzie najlepszym wyborem do tak zwanego „duszenie na grillu”, czyli połączenia grillowania bezpośrednio na powierzchni i duszenia w garnku. W celu duszenia na grillu należy umieścić na nim garnek, przykryć go i gotować na wolnym ogniu przez kilka godzin. Duszenie na grillu ma dwie zalety. Po pierwsze, metoda ta pozwala na zarumienienie mięsa bezpośrednio na grillu przed duszeniem, a po drugie pozwala także na polewanie mięsa sosem oraz dokończenie go bezpośrednio nad ogniem po duszeniu, skutecznie gotując mięso trzy razy, co skutkuje produktem o miękkiej teksturze, który bezpośrednio spada z kości. Ta metoda gotowania jest wolniejsza niż standardowe grillowanie, jednak szybsza niż pit-smoking, zaczynając szybko, zwalniając, a następnie ponownie przyspieszając. Jeżeli używany jest szybkowar, czas gotowania jest znacznie szybszy.

### Grillowanie w pomieszczeniu
Wiele restauracji wyposaża swoje kuchnie w grille wewnętrzne. Grille te przypominają grille zewnętrzne, ponieważ składają się z rusztu zawieszonego nad źródłem ciepła. Jednakże, grille wewnętrzne częściej wykorzystują elektryczne lub gazowe elementy grzejne. Niektórzy producenci domowych urządzeń kuchennych oferują obecnie grille wewnętrzne do użytku domowego wbudowane w kuchenkę lub jako samodzielne urządzenie elektryczne.

#### Smażenie na grillu
Smażenie na grillu jest procesem opalania jedzenia w wysokich temperaturach. Smażenie na grillu może być osiągnięte przy użyciu grilla gazowego, grilla hybrydowego, grilla węglowego lub grilla na podczerwień, w których płomień podgrzewa ruszty grilla do temperatury ponad 480 °C.
Smażenie na grillu natychmiast opala zewnętrzną część mięsa, aby nadać potrawie więcej smaku. Zazwyczaj grillowanie podgrzewa otaczające powietrze w celu ugotowania żywności. W tej metodzie grillowanie bezpośrednio podgrzewa jedzenie, a nie powietrze.

### Grillowanie na patelni

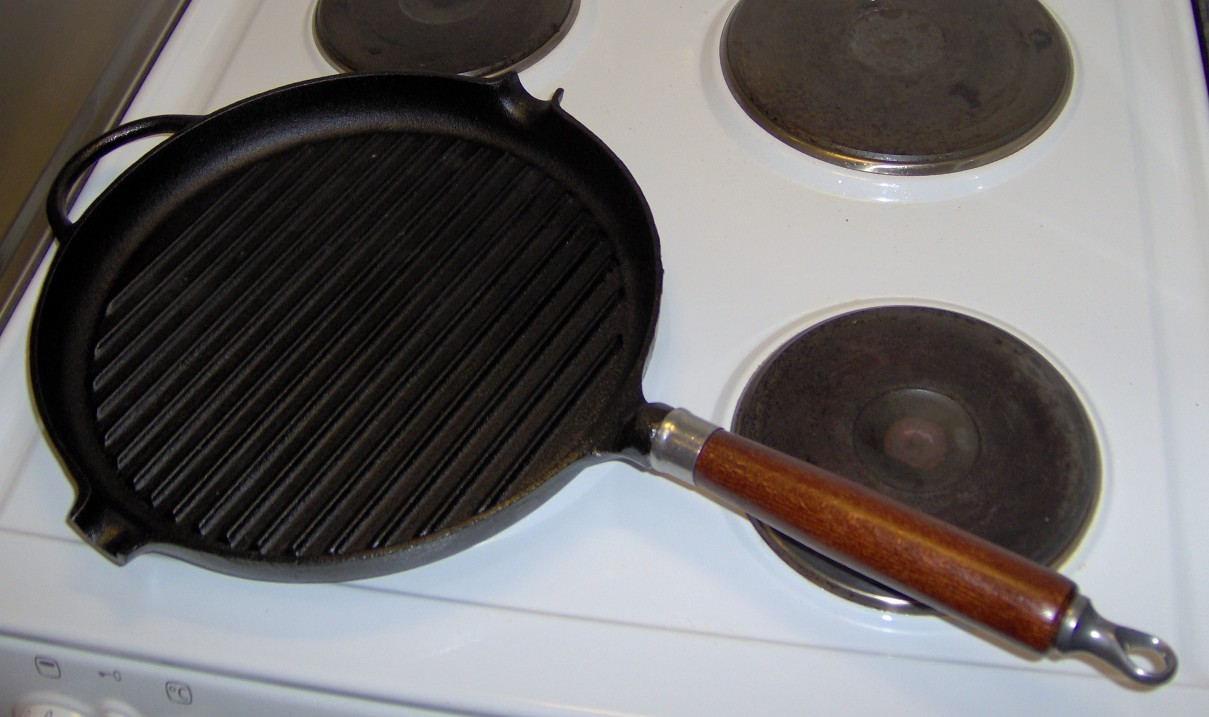
Patelnia do grillowania

Grillowanie na patelni jest procesem gotowania w pomieszczeniu, w którym wykorzystuje się patelnię grillową ― podobną do patelni do smażenia, ale z wypukłymi żłobieniami, które naśladują funkcję lub wygląd rusztu. Podczas grillowania na patelni ciepło jest przekazywane bezpośrednio na żywność przez uniesione żłobienia i pośrednio przez ciepło promieniujące z dolnej powierzchni patelni od płomienia kuchenki. Patelnia do grillowania może być stosowana do przypiekania mięsa przed zakończeniem pieczenia za pomocą promieniowania cieplnego. Podczas grillowania chudego mięsa, często na krawędzie patelni nakłada się olej, aby ułatwić oddzielanie potrawy od powierzchni.
Niektóre blachy do pieczenia na wolnym ogniu przeznaczone do użycia na kuchence oprócz płaskiej powierzchni do smażenia posiadają również wypukłe żłobienia. Są one umieszczone albo na połowie powierzchni do gotowania albo, w przypadku dwustronnych blach do pieczenia na wolnym ogniu, po jednej stronie, z płaską powierzchnią umieszczoną po stronie drugiej.

### Grill płytowy

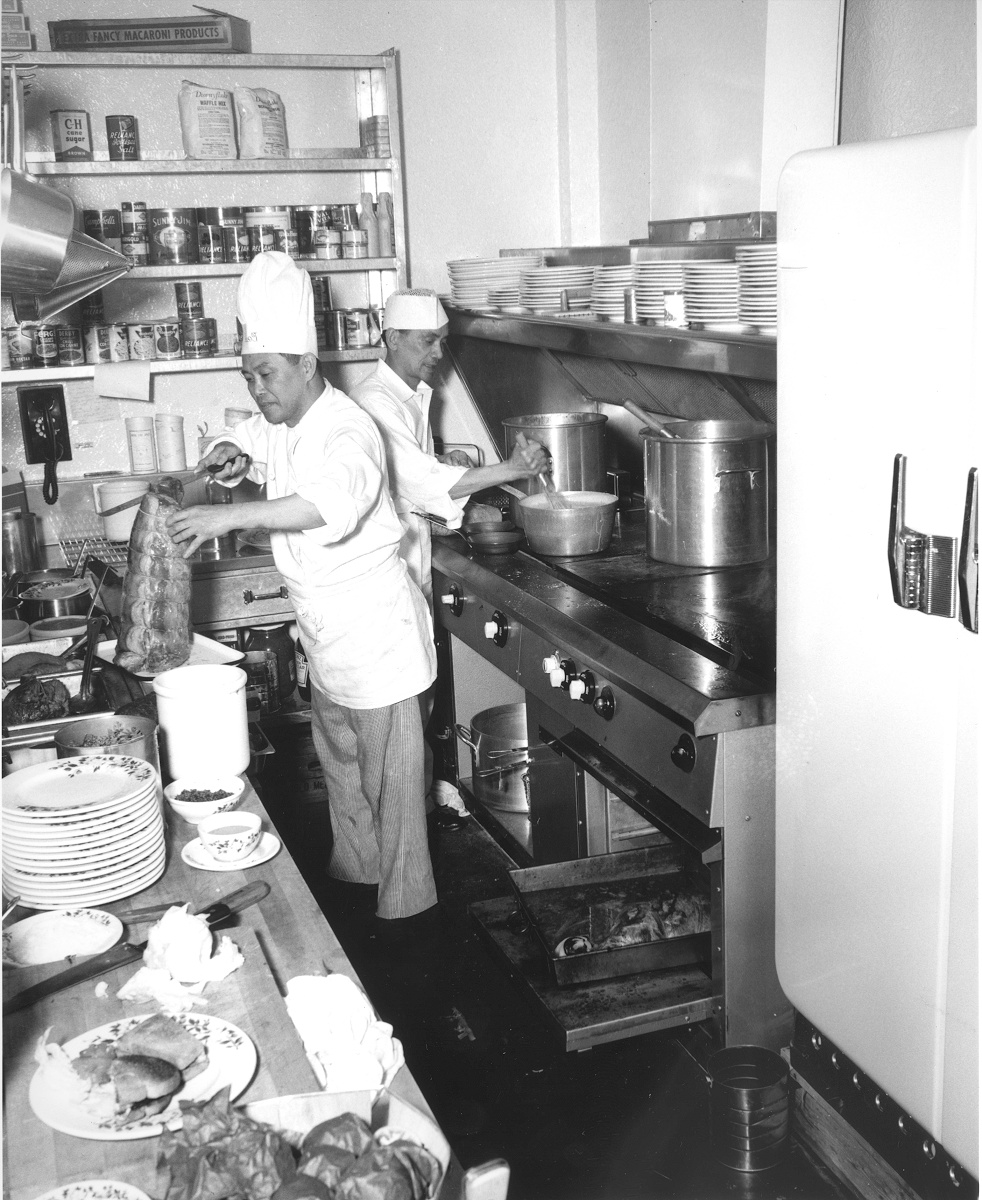
Kucharze w Northern Lights Dining Room, Seattle, Waszyngton, 1952. Używany Grill płytowy znajduje się po prawej stronie

Potrawy określane jako „grillowane” mogą być w rzeczywistości przygotowywane na gorącym ruszcie lub płaskiej patelni. Blachę do pieczenia na wolnym ogniu lub patelnię można posmarować olejem, lub masłem, a potrawę szybko smażyć na dużym ogniu. Grillowanie na blasze do pieczenia jest najlepsze dla stosunkowo tłustych potraw, takich jak kiełbasy. Niektóre potrawy grillowane na blasze do pieczenia na wolnym ogniu mogą posiadać ślady grillowania naniesione podczas procesu gotowania za pomocą płyty „do znakowania”, aby naśladować wygląd potraw gotowanych na grillu węglowym.
Grill płytowy jest urządzeniem do gotowania, które przypomina blachę do pieczenia, ale działa inaczej, ponieważ element grzejny jest okrągły, a nie prosty (z boku na bok). Ta technologia grzewcza tworzy niezwykle gorącą i równomierną powierzchnię do gotowania, gdyż ciepło rozprzestrzenia się promieniście po całej powierzchni.
Pierwsze grille płytowe wywodzą się z Hiszpanii i znane są jako planchas lub la plancha. Potrawy przygotowywane na la plancha są grillowane na metalowej płycie. Płyty plancha lub zwykłe płyty żeliwne są chromowane, co zapobiega reakcji z żywnością. Niektóre podstawowe metalowe blachy do pieczenia nadają subtelny smak gotowanemu jedzeniu.
Grill płytowy jest uniwersalną platformą dla wielu technik kulinarnych, takich jak Sauté, opiekanie, gotowanie na parze, smażenie w ruchu, grillowanie, pieczenie i duszenie (obróbka żywności), a także może być użyty do flambirowania. Ponadto, garnki i patelnie mogą być umieszczone bezpośrednio na powierzchni grzewczej, co zapewnia jeszcze większą elastyczność gotowania. W większości przypadków stalowa powierzchnia do gotowania jest przygotowywana podobnie jak naczynia żeliwne, zapewniając naturalną nieprzywierającą powierzchnię.

### Grillowanie na ogniu węglowym
Grillowanie na ogniu węglowym lub pieczenie na grillu przy użyciu węgla drzewnego poza Ameryką Północną, odnosi się do grillowania na powierzchni z szerokimi, wypukłymi żłobieniami, tak aby potrawa była lekko przypieczona.

### Grillowanie w opiekaczu elektrycznym
W Stanach Zjednoczonych, pieczenie na blasze w piekarniku odnosi się do metody gotowania w piekarniku na blasze do opiekania na wolnym ogniu z uniesionymi żłobieniami, gdzie ciepło może być dostarczane zarówno z góry, jak i z dołu. W piekarnikach gazowych i elektrycznych odbywa się to za pomocą elementu grzejnego i tacy do opiekania na bezpośrednim ogniu. Czasami potrawy umieszcza się w pobliżu górnego elementu grzejnego, aby zwiększyć intensywność ogrzewania. Dolny element grzejny może pozostać włączony lub wyłączony, a drzwi piekarnika czasami pozostają częściowo otwarte. Piece gazowe często posiadają oddzielną komorę do opiekania, czasami w postaci szuflady pod dolnym palnikiem.

#### Salamander

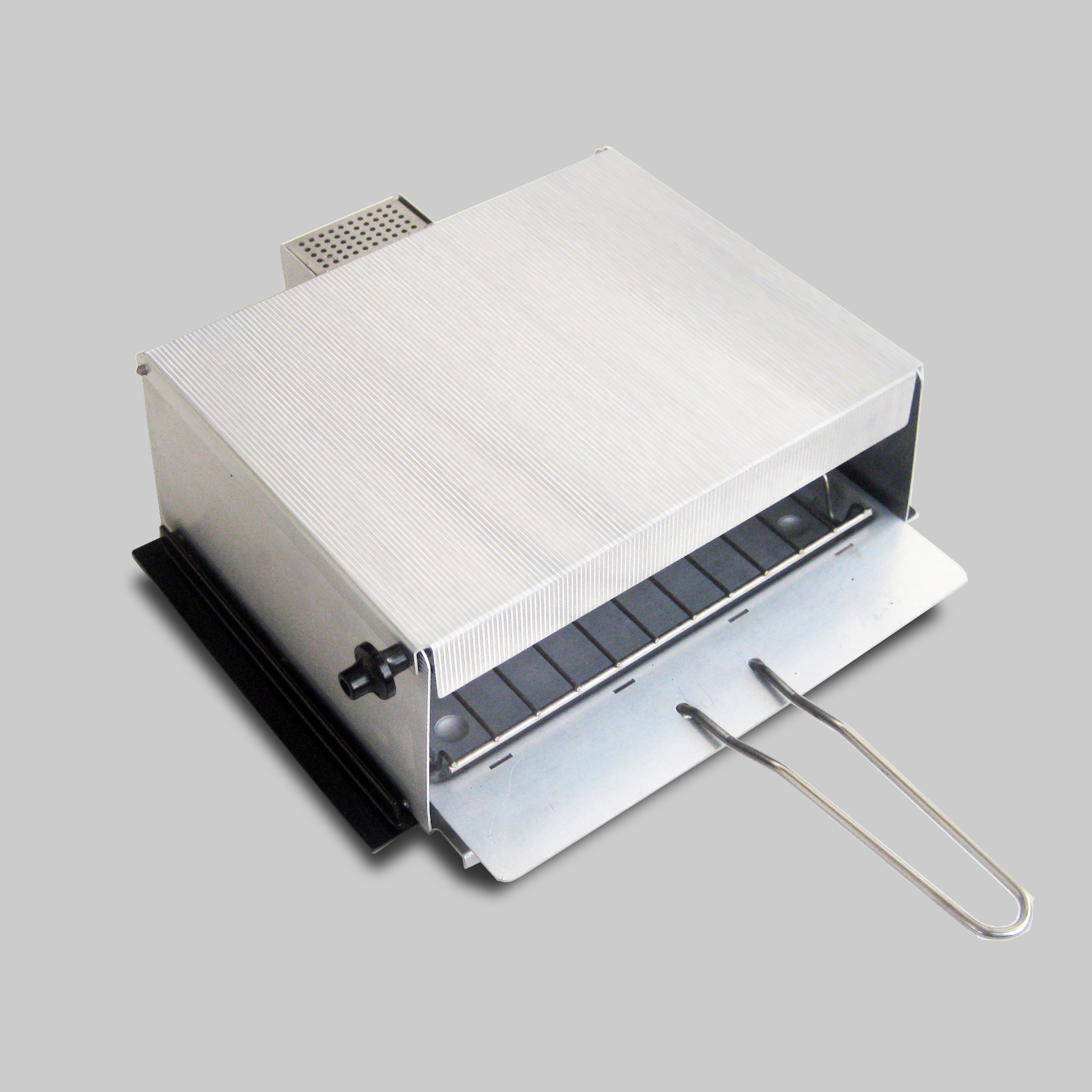
Salamander (grill elektryczny z ogrzewaniem górnym)

Salamander jest grillem kulinarnym charakteryzującym się bardzo wysoką temperaturą górnych elementów grzejnych elektrycznych lub gazowych. Głównie używany jest w profesjonalnych kuchniach do grillowania elektrycznego. Służy również do opiekania, przyrumieniania potraw zapiekanych, topienia sera na kanapkach i karmelizowania deserów, takich jak crème brûlée.
Salamander jest zasadniczo podobny do piekarnika bez przednich drzwiczek; element grzejny znajduje się na górze. Są również bardziej kompaktowe: zazwyczaj mają tylko połowę wysokości i głębokości tradycyjnego piekarnika. Ze względu na wygodę są one często montowane na ścianie, na wysokości wzroku, co umożliwia łatwy dostęp oraz dokładną kontrolę procesu gotowania. Salamandry najczęściej mogą być wyposażone w żeliwną płytę „do znakowania”, która służy do nanoszenia śladów grillowania na powierzchnię mięsa. Niektóre grille również mogą być wyposażone w akcesorium do pieczenia mięs na rożnie.
Ogrzewanie elektryczne ma tę zaletę, że pozwala na grillowanie potraw zawierających tłuszcze, takich jak steki, kotlety i inne kawałki mięsa, bez ryzyka zapłonu spowodowanego kapaniem wytopionego tłuszczu na źródło ciepła. Zdolność salamandra do wytwarzania bardzo wysokiej temperatury pozwala również skrócić czas gotowania w porównaniu z innymi technikami grillowania, skracając czas przygotowania potraw, co jest zaletą w profesjonalnych kuchniach podczas intensywnej obsługi posiłków.
Nowoczesne salamandry zawdzięczają swoją nazwę XVIII-wiecznej salamandrze, narzędziu służącemu do opiekania wierzchu potraw. Składało się z grubej płyty żelaznej przymocowanej do końca długiego uchwytu, z dwoma nóżkami lub podpórkami umieszczonymi w pobliżu żelaznej płyty, służącymi do podparcia płyty nad potrawą, która miała być przypieczona. Jego nazwa została zaczerpnięta od legendarnej salamandry, mitycznego płaza, który według wierzeń był odporny na ogień.

### Grillowanie obustronne
Niektóre urządzenia komercyjne umożliwiają jednoczesne grillowanie obu stron mięsa.
Urządzenie do grillowania na mocnym ogniu w restauracjach Burger King, Carl's Jr./Hardee's i innych restauracjach typu fast food jest nazywana „opiekaczem”. Jego działanie polega na przesuwaniu kotletów mięsnych wzdłuż przenośnika taśmowego między górnymi i dolnymi palnikami, grillując jednocześnie obie strony kotleta. Koncepcja ta została wymyślona w 1898 roku, kiedy Bridge and Beach Co. z Saint Louis w stanie Missouri rozpoczęło produkcję pionowych pieców żeliwnych. Te piece zostały zaprojektowane tak, aby umożliwić pieczenie mięsa na ogniu (grillowanie mięsa na ogniu) z obu stron jednocześnie. Specjalnie zaprojektowane ruszty z drutu stalowego zostały wykonane do użytku w pionowych opiekaczach. Ruszty na zawiasach były wsuwane i wysuwane z pieców, utrzymując mięso w pozycji, dzięki czemu piekło się ono równomiernie z obu stron, podobnie jak w przypadku współczesnych rusztów piekarników. Piece te zajmowały niewiele miejsca na blacie. Były używane w stołówkach, aby nakarmić pracowników fabryk.
W latach 90. XX wieku, w Stanach Zjednoczonych popularne było grillowanie dwustronne przy użyciu konsumenckich grilli elektrycznych, na przykład popularnego grilla George'a Foremana. Amerykańscy sprzedawcy dwustronnych elektrycznych urządzeń do grillowania zdecydowali się na globalny termin „grill”, zamiast terminu „opiekacz”, który jest używany tylko w niektórych regionach. Grill dwustronny z zawiasami jest ogólnie znany jako grill elektryczny.

### Grillowanie w całości
Grillowanie w całości polega na grillowaniu całej tuszy, w przeciwieństwie do grillowania pojedynczych porcji. Ta metoda jest często używana w celu uniknięcia konieczności używania skomplikowanego sprzętu do grillowania, na przykład podczas polowania lub wyprawy w miejsca z dala od cywilizacji. Jest również tradycyjną metodą gotowania w kilku kulturach, w których przygotowuje się pieczeń wieprzową, lūʻau czy barbacoa. Istnieje kilka prymitywnych metod oraz nowoczesny sprzęt, który kopiuje i automatyzuje prymitywną wersję:
- Na patyku
  - Obracanie w poziomie przy użyciu ciepła pochodzącego z wysokich płomieni, zazwyczaj z dwóch ognisk po bokach: w tej wersji, która zasadniczo jest jednorazowym grillowaniem w pionie, zwykle przyprawia się wnętrze oraz zaszywa wejście do obudowy ciała za pomocą świeżo ściętych patyków w celu zachowania soków, obraca się w przód i w tył (nigdy wzdłuż linii szwu na dole), zbiera soki pod koniec grillowania oraz używa ich jako pikantnego sosu na powierzchni zewnętrznej[79].
  - Obracanie w poziomie nad żarem: w tej wersji mięso może być narażone na działanie dymu powstającego w wyniku spalania się kapiącego tłuszczu[80].
  - Umieszczone w ogrzewanej i przykrytej jamie: wersja tandoori lub pieca w postaci wykopanego dołu w ziemi. Przykryta jama utrudnia sprawdzenie prawidłowego czasu pieczenia[81].
- Asado(inne języki) na pionowej ramie ustawionej pionowo obok ogniska i pochylonej nad żarem: w tej wersji zwykle otwiera się tułów w celu uniknięcia niedogotowanych fragmentów[82].
- Powieszone w ogrzewanej i przykrytej jamie. Wymaga to pręta rozciągającego się w poprzek otworu jamy oraz odpornego na wysoką temperaturę mechanizmu do zawieszania, takiego jak metalowy haczyk w kształcie litery S.[83][84]
- Na tacy w dużym piekarniku, ogrzewanej i przykrytej jamie, grillu lub wędzarni[85].
- W ognioodpornym, zamkniętym pojemniku zakopanym w żarze lub otoczonym ogniem: jest to praktyczne rozwiązanie w przypadku małych tusz, takich jak całe kurczaki. Jedną z odmian tej metody jest płytkie zakopanie potrawy i rozpalenie nad nią ogniska, aby następnie ją ponownie wykopać; metoda ta nadaje się do grillowania w całości dużej dyni, która została otwarta od góry, pozbawiona nasion, posłodzona od wewnątrz i ponownie zamknięta[86].